# Zemo Kornisi
Zemo Kornisi (gruz. ზემო ყორნისი, ros. Верхний Корнис, Wierchnij Kornis) – wieś w Osetii Południowej, w regionie Znauri. W 2015 roku liczyła 32 mieszkańców.